# Atletismo nos Jogos Olímpicos de Verão de 2008 - Lançamento de martelo feminino
A competição de Lançamento de martelo feminino dos Jogos Olímpicos de Verão de 2008 realizou-se entre os dias 18 e 20 de agosto. 
Originalmente a vitória ficou com a bielorrussa Aksana Miankova, que alcançou a marca de 76,34 m, mas ela acabou desclassificada em 25 de novembro de 2016 após a reanálise de seu teste antidoping acusar o uso das substâncias turinabol e oxandrolona. As medalhas foram realocadas para a cubana Yipsi Moreno, que herdou a medalha de ouro, para a chinesa Zhang Wenxiu (elevada do bronze para a prata) e para a francesa Manuela Montebrun (nova medalhista de bronze).

## Medalhistas
| Ouro   | CUB Yipsi Moreno      |
| Prata  | CHN Zhang Wenxiu      |
| Bronze | FRA Manuela Montebrun |

## Recordes
Antes desta prova, os recordes mundial e olímpico eram:
| Mundial  | Tatyana Lysenko (RUS) | 77.80 | Tallinn, Estônia | 15 de agosto 2006 |
| Olímpico | Olga Kuzenkova (RUS)  | 75.02 | Atenas, Grécia   | 25 de agosto 2004 |

Nesta competição foi estabelecido um novo recorde olímpico:
| Data         | Etapa | Atleta          | Marca   | OR | WR |
| ------------ | ----- | --------------- | ------- | -- | -- |
| 20 de agosto | Final | Aksana Miankova | 76.34 m | OR |    |

Devido ao doping de Miankova, o resultado e a marca recorde foram anulados.

## Resultados

### Eliminatórias
Regras de qualificação: performance mínima de 71.50 (Q) e as 12 melhores seguintes (q) avançaram para a Final.
| #  | Grupo | Atleta                    | País                  | #1    | #2    | #3    | Resultado | Notas |
| -- | ----- | ------------------------- | --------------------- | ----- | ----- | ----- | --------- | ----- |
| 1  | A     | Yipsi Moreno              | CUB Cuba              | 71.31 | x     | 73.92 | 73.92     | Q     |
| 2  | B     | Zhang Wenxiu              | CHN China             | 73.36 |       |       | 73.36     | Q     |
| 3  | A     | Martina Danišová-Hrašnová | SVK Eslováquia        | 70.03 | x     | 72.87 | 72.87     | Q     |
| 4  | B     | Manuela Montebrun         | FRA França            | 69.80 | 69.86 | 72.81 | 72.81     | Q     |
| 5  | B     | Clarissa Claretti         | ITA Itália            | 67.15 | 71.82 |       | 71.82     | Q     |
| 6  | A     | Anita Włodarczyk          | POL Polônia           | 71.76 |       |       | 71.76     | Q     |
| 7  | A     | Betty Heidler             | GER Alemanha          | 66.28 | 71.51 |       | 71.51     | Q     |
| 8  | A     | Darya Pchelnik            | BLR Bielorrússia      | 69.43 | 71.30 | 69.24 | 71.30     | q     |
| 9  | B     | Yelena Priyma             | RUS Rússia            | 70.69 | 69.79 | 65.64 | 70.69     | q     |
| 10 | B     | Kamila Skolimowska        | POL Polônia           | 65.97 | 69.79 | 67.01 | 69.79     | q     |
| 11 | B     | Aksana Miankova           | BLR Bielorrússia      | 62.95 | 65.55 | 69.77 | 69.77     | q     |
| 12 | A     | Stiliani Papadopoulou     | GRE Grécia            | 66.68 | 69.36 | 69.29 | 69.36     | q     |
| 13 | A     | Maryia Smaliachkova       | BLR Bielorrússia      | x     | 69.22 | x     | 69.22     |       |
| 14 | A     | Stéphanie Falzon          | FRA França            | x     | 68.93 | x     | 68.93     |       |
| 15 | B     | Arasay Thondike           | CUB Cuba              | x     | 66.68 | 68.74 | 68.74     |       |
| 16 | A     | Ivana Brkljacić           | CRO Croácia           | 66.54 | x     | 68.38 | 68.38     |       |
| 17 | B     | Sviatlana Sudak-Torun     | TUR Turquia           | 68.22 | 67.36 | 67.18 | 68.22     |       |
| 18 | A     | Bianca Perie              | ROU Romênia           | 68.21 | 66.29 | x     | 68.21     |       |
| 19 | A     | Iryna Novozhylova         | UKR Ucrânia           | 67.36 | x     | 68.11 | 68.11     |       |
| 20 | A     | Anna Bulgakova            | RUS Rússia            | x     | 68.04 | x     | 68.04     |       |
| 21 | B     | Amber Campbell            | USA Estados Unidos    | 67.86 | x     | x     | 67.86     |       |
| 22 | A     | Yelena Konevtseva         | RUS Rússia            | 66.81 | 67.83 | x     | 67.83     |       |
| 23 | B     | Eileen O'Keeffe           | IRL Irlanda           | 62.53 | 62.05 | 67.66 | 67.66     |       |
| 24 | B     | Kathrin Klaas             | GER Alemanha          | 66.39 | 67.54 | 66.95 | 67.54     |       |
| 25 | B     | Iryna Sekachova           | UKR Ucrânia           | 62.83 | x     | 67.47 | 67.47     |       |
| 26 | B     | Lenka Ledvinová           | CZE República Checa   | 65.98 | 65.23 | 67.17 | 67.17     |       |
| 27 | A     | Inna Sayenko              | UKR Ucrânia           | x     | 66.92 | x     | 66.92     |       |
| 28 | B     | Alexandra Papageorgiou    | GRE Grécia            | 66.72 | 65.73 | x     | 66.72     |       |
| 29 | B     | Jennifer Dahlgren         | ARG Argentina         | 58.60 | x     | 66.35 | 66.35     |       |
| 30 | A     | Merja Korpela             | FIN Finlândia         | 62.70 | 65.76 | 66.29 | 66.29     |       |
| 31 | B     | Yunaika Crawford          | CUB Cuba              | 66.16 | 65.00 | 64.08 | 66.16     |       |
| 32 | A     | Wang Zheng                | CHN China             | 65.64 | 61.36 | x     | 65.64     |       |
| 33 | A     | Sultana Frizell           | CAN Canadá            | x     | 60.43 | 65.44 | 65.44     |       |
| 34 | A     | Éva Orbán                 | HUN Hungria           | 65.12 | x     | 65.41 | 65.41     |       |
| 35 | A     | Zoe Derham                | GBR Grã-Bretanha      | 64.74 | 64.61 | 64.57 | 64.74     |       |
| 36 | B     | Johana Moreno             | COL Colômbia          | x     | 64.31 | 64.66 | 64.66     |       |
| 37 | A     | Zalina Marghieva          | MDA Moldávia          | x     | 64.20 | x     | 64.20     |       |
| 38 | B     | Małgorzata Zadura         | POL Polônia           | 63.35 | 64.13 | x     | 64.13     |       |
| 39 | A     | Loree Smith               | USA Estados Unidos    | 62.25 | 62.33 | 63.60 | 63.60     |       |
| 40 | B     | Candice Scott             | TRI Trinidad e Tobago | 63.03 | 62.53 | x     | 63.03     |       |
| 41 | B     | Berta Castells            | ESP Espanha           | 62.44 | 61.76 | x     | 62.44     |       |
| 42 | A     | Silvia Salis              | ITA Itália            | x     | x     | 62.28 | 62.28     |       |
| 43 | B     | Marina Marghiev           | MDA Moldávia          | 61.03 | x     | 62.12 | 62.12     |       |
| 44 | B     | Paraskevi Theodorou       | CYP Chipre            | x     | 61.00 | x     | 61.00     |       |
| 45 | B     | Sanja Gavrilović          | CRO Croácia           | 60.55 | 60.37 | 60.36 | 60.55     |       |
| 46 | A     | Vânia Silva               | POR Portugal          | x     | 58.10 | 59.42 | 59.42     |       |
| 47 | A     | Galina Mityaeva           | TJK Tajiquistão       | x     | 48.59 | 51.38 | 51.38     |       |
| —  | A     | Jessica Cosby             | USA Estados Unidos    | x     | x     | x     | NM        |       |
| —  | B     | Amélie Perrin             | FRA França            | x     | x     | x     | NM        |       |
| —  | B     | Georgina Tóth             | CMR Camarões          | x     | x     | x     | NM        |       |

### Final
| Pos               | Nome                      | País             | 1     | 2     | 3     | 4     | 5     | 6     | Resultado | Notas  |
| ----------------- | ------------------------- | ---------------- | ----- | ----- | ----- | ----- | ----- | ----- | --------- | ------ |
| Medalha de ouro   | Yipsi Moreno              | CUB Cuba         | x     | 73.95 | 72.61 | x     | 74.70 | 75.20 | 75.20     |        |
| Medalha de prata  | Zhang Wenxiu              | CHN China        | 74.00 | 74.32 | 73.40 | 73.50 | 70.75 | 73.53 | 74.32     | SB     |
| Medalha de bronze | Manuela Montebrun         | FRA França       | 67.63 | 70.55 | 70.01 | 72.54 | 71.92 | 70.63 | 72.54     |        |
| 4                 | Anita Włodarczyk          | POL Polônia      | 69.39 | x     | 71.56 | 70.86 | x     | x     | 71.56     |        |
| 5                 | Clarissa Claretti         | ITA Itália       | x     | 71.33 | x     | x     | x     | x     | 71.33     |        |
| 6                 | Martina Danišová-Hrasnová | SVK Eslováquia   | 68.28 | x     | 71.00 | x     | 70.19 | x     | 71.00     |        |
| 7                 | Betty Heidler             | GER Alemanha     | x     | x     | 70.06 |       |       |       | 70.06     |        |
| 8                 | Yelena Priyma             | RUS Rússia       | 68.19 | 69.72 | 67.33 |       |       |       | 69.72     |        |
| 9                 | Stilianí Papadopoúlou     | GER Alemanha     | x     | x     | 64.97 |       |       |       | 64.97     |        |
| —                 | Kamila Skolimowska        | POL Polônia      | x     | x     | x     |       |       |       | NM        |        |
| —                 | Aksana Miankova           | BLR Bielorrússia | 74.40 | x     | 72.23 | x     | 76.34 | 51.72 | 76.34     | OR DSQ |
| —                 | Darya Pchelnik            | BLR Bielorrússia | 69.10 | 72.46 | 72.82 | 71.00 | 72.83 | 73.65 | 73.65     | DSQ    |

Legenda
| Recorde mundial      | Recorde mundial (World record)               |                       | Recorde africano                      | Recorde africano (African) |                                           | Q | Classificado por posição (Qualified) |
| Recorde olímpico     | Recorde olímpico (Olympic record)            | Recorde da América    | Recorde da América (Americas)         | q                          | Classificado por melhor tempo (Qualified) |   |                                      |
| Melhor marca do ano  | Melhor marca do ano (World leading)          | Recorde asiático      | Recorde asiático (Asian)              | DNS                        | Não largou (Did not start)                |   |                                      |
| Recorde nacional     | Recorde nacional (National record)           | Recorde europeu       | Recorde europeu (European)            | DNF                        | Não terminou (Did not finish)             |   |                                      |
| Recorde pessoal      | Recorde pessoal do atleta (Personal best)    | Recorde da Oceania    | Recorde da Oceania (Oceania)          | DSQ / DQ                   | Desclassificado (Disqualified)            |   |                                      |
| Recorde da temporada | Recorde da temporada do atleta (Season best) | Recorde sul-americano | Recorde sul-americano (South America) | NM                         | Sem marca (No mark)                       |   |                                      |